# Peugeot Typ 54

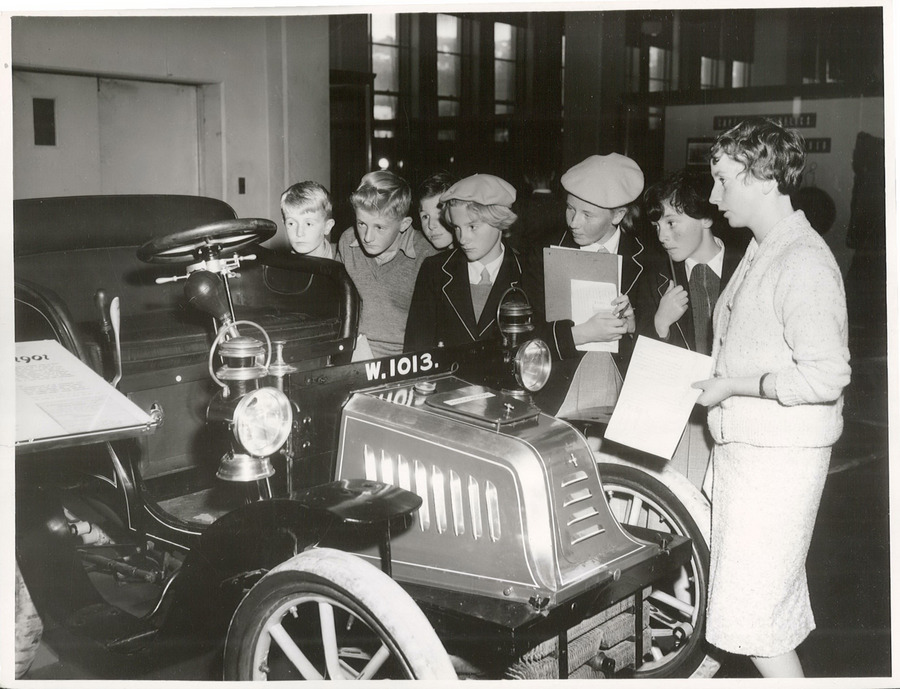
Peugeot Typ 54

Der Peugeot Typ 54 ist eine Voiturette (eine Art Kleinwagen) des französischen Automobilherstellers Peugeot, von dem 1903 im Werk Audincourt 250 Exemplare produziert wurden.
Die Fahrzeuge hatten einen Einzylinder-Viertaktmotor, der vorne angeordnet war und über eine Kardanwelle die Hinterräder antrieb. Der Motor leistete aus 652 cm³ Hubraum 5 PS (3,7 kW).
Bei einem Radstand von 147 cm betrug die Spurbreite 109 cm. Die Karosserie bot Platz für zwei Personen.